# Odvolací soud
Odvolací soud (též apelační soud) je soud vyššího stupně (instance), který se zabývá případy, ve kterých už rozhodl soud prvního stupně, ale alespoň jedna ze stran využila opravného prostředku (podala odvolání, apelaci). Mimořádným opravným prostředkem v soudním systému je pak zejména dovolání, jímž lze napadnout z určitých důvodů též rozhodnutí odvolacího soudu. Samotné podání dovolání ale nemá vliv na právní moc a vykonatelnost rozhodnutí odvolacího soudu.
V českém civilním i trestním soudním řízení je odvolacím soudem krajský soud (v Praze městský soud), pokud byl soudem prvního stupně okresní soud (v Praze obvodní soud, v Brně městský soud), nebo vrchní soud, pokud v první instanci rozhodoval soud krajský (dovolacím soudem je vždy Nejvyšší soud). Ve správním soudnictví odvolací soudy nepůsobí, až mimořádné opravné prostředky řeší Nejvyšší správní soud.